# Людина з Невади
Людина з Невади (англ. The Man from Nevada) — американський німий чорно-білий вестерн 1929 року режисера Дж. П. Макґовена, з Томом Тайлером, Наталі Джойс та Елом Ферґюсоном у головних ролях. Прем'єра стрічки відбулась у США 1 серпня 1929 року.

## Синопсис
На ранчо родини Воткінсів нападає банда Люка Болдріджа (Ел Ферґюсон), але Джек Картер (Том Тайлер) прибуває якраз вчасно, щоб врятувати сімейство від розправи та їхню сестру Вірджинію Воткінс (Наталі Джойс) від безчестя. Воткінса-молодшого (Кіп Купер) приваблювало життя розбійників, але приклад Джека Картера переконує юнака у хибності його поглядів...

## У ролях
| Актор            | Роль              |
| ---------------- | ----------------- |
| Том Тайлер       | Джек Картер       |
| Наталі Джойс     | Вірджинія Воткінс |
| Ел Ферґюсон      | Люк Болдрідж      |
| Френк Голл Крейн | Вобблес Воткінс   |
| Альфред Г'юстон  | Джим Воткінс      |
| Ґодфрі Крейґ     | Віґґлес Воткінс   |
| Вільям Нолті     | Бавері Вокер      |
| Кіп Купер        | Варт Воткінс      |